# ノバク・ジョコビッチ
- ノヴァク・ジョコヴィッチ

ノバク・ジョコビッチ（Novak Đjoković, セルビア語:  Новак Ђоковић, 1987年5月22日 - ）は、セルビア・ベオグラード出身の男子プロテニス選手。ATPランキング自己最高位はシングルス1位、ダブルス114位。ATPツアーでシングルス100勝、ダブルス1勝。身長188cm、体重77kg。右利き、バックハンド・ストロークは両手打ち。愛称はノーレ（Nole）。BIG4の1人。
ビッグタイトル（グランドスラム、ATPファイナルズ、ATPツアー・マスターズ1000、オリンピック）の獲得数72は男女通じて史上最多である。グランドスラムは男女通じて歴代1位タイの優勝24回。史上2人目のキャリア・スーパースラム達成者。トリプル・キャリア・グランドスラム、ダブル・キャリア・ゴールデン・マスターズ達成者。全豪オープン最多・最多連覇の3連覇、10回優勝。ATPファイナルズ最多連覇・最多優勝の4連覇、7回優勝。ATPツアー・マスターズ1000では歴代最多優勝40回。2011年にはオープン化以降男子6人目となる4大大会3冠達成。2015年には史上初のATPマスターズ1000年間6勝、2度目の4大大会3冠を達成。2021年には3度目の4大大会3冠を達成。2023年には最多となる4度目の4大大会3冠を達成。史上3人目となるグランドスラム4大会連続優勝。2024年パリオリンピック金メダリスト。
世界ランキング1位通算在位は歴代1位の428週、歴代単独最多8度の年間1位。セルビア人初のグランドスラム優勝者でデビスカップ2010のデビスカップセルビア代表の優勝に貢献。

## 選手経歴
ジョコビッチの父親は元プロスキー選手で、優れたサッカー選手でもあった。両親はノバクの幼少時、セルビアのコパオニクでピザ屋（ピザとクレープのレストラン）を経営していた（そして現在も同じ場所でピザ屋を経営している）。
両親が経営するピザ屋の、道路をはさんだ向かい側に、たまたまテニススクールが新規オープンしたので、4歳からテニスを始めた。そのテニススクールに、もともと世界ランキングに入っていたような女性テニス選手がコーチ役で在籍していて、幼いノバクの才能を見出して「天才」と褒めたたえてくれたので、テニスを熱心に続けることになった。

### ジュニア時代
ノバクは12歳の時、ドイツ・ミュンヘンにある「ニキ・ピリッチ・テニスアカデミー」に留学し、2年後セルビアに戻った。

### 2003年 プロ転向
2003年に16歳でプロ入りし、2004年から男子テニス国別対抗戦・デビスカップセルビア・モンテネグロ代表選手になる。2005年から4大大会に出場し始めたジョコビッチは、デビュー戦の全豪オープンでは1回戦でマラト・サフィンに完敗したが、ウィンブルドンと全米オープンの2大会連続で3回戦に進出した。

### 2006年 ツアー初優勝
全仏オープンベスト8進出をきっかけに、ジョコビッチは急成長を始める。世界ランキング63位のノーシード選手だったジョコビッチは、2回戦でフェルナンド・ゴンサレス、3回戦でトミー・ハースといった強豪選手たちを破って勝ち進むと、準々決勝で昨年の同大会優勝者ラファエル・ナダルとの対戦中に腰を痛め、6-4, 6-4と2セットを先取された後で途中棄権を余儀なくされた。この時は故国セルビア・モンテネグロの分離直前の時期で、ジョコビッチの国籍は「セルビア・モンテネグロ」と記載されている。
全仏オープンで8強進出の後、ジョコビッチはウィンブルドンでも2回戦でトミー・ロブレドを破り、第7シードのマリオ・アンチッチとの4回戦まで進出した。ウィンブルドンの終了直後、7月中旬に開かれたオランダ・オープンの決勝でニコラス・マスーを破り、ツアー初優勝を達成。4大大会で初めてシード、第20シードで挑んだ全米オープンでは3回戦で敗れたものの、10月初頭にモゼール・オープンでツアー2勝目を挙げた。

### 2007年 全米準優勝 世界3位

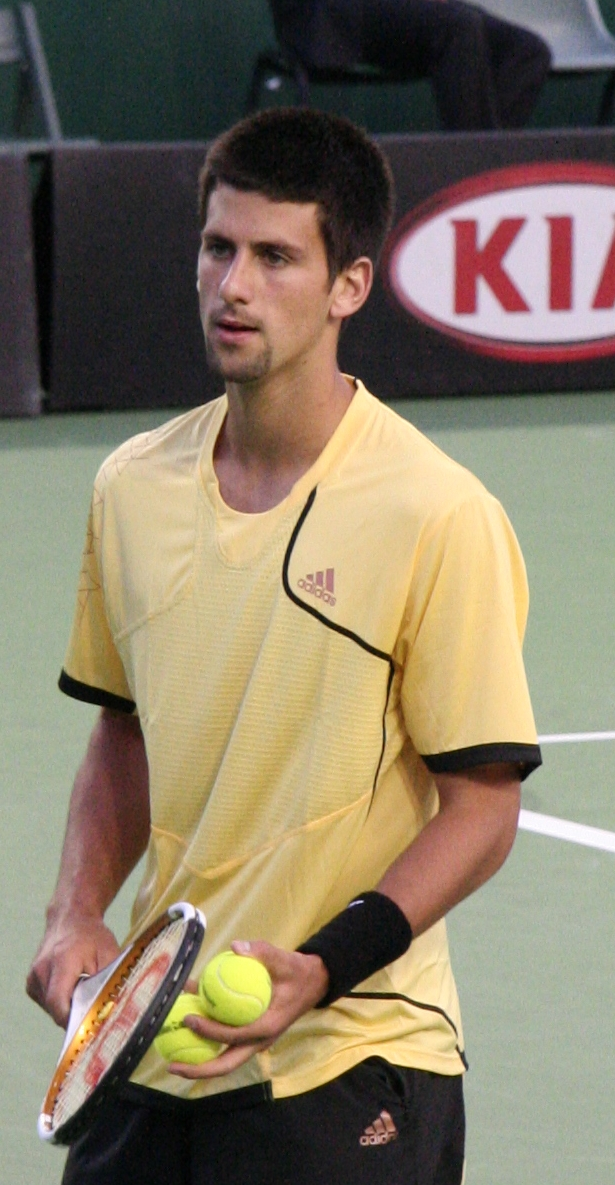
2007年全豪オープンでのノバク・ジョコビッチ

ジョコビッチは大躍進を果たす。マイアミ・マスターズ決勝で、ロジャー・フェデラーを下して勝ち上がって来たギリェルモ・カナスを破り、大規模トーナメント群であるATPマスターズシリーズ初優勝を達成。全仏オープンでは第6シードに選ばれ、初めて準決勝まで勝ち上がると、同大会で2連覇中だったラファエル・ナダルに5-7, 4-6, 2-6で敗れたものの、続く第4シードで挑んだウィンブルドンでは、雨天による大会進行の遅延に悩まされながら、4回戦でレイトン・ヒューイットと4時間、準々決勝でマルコス・バグダティスと5時間ものマラソンマッチを戦い抜き、苦しみつつも準決勝まで勝ち上がった。しかし、ナダルとの対戦中に足の痛みで途中帰宅を余儀なくされた。
8月第3週のロジャーズ・カップの準々決勝で当時世界ランキング3位のアンディ・ロディック、準決勝で同2位のナダル、決勝で同1位のフェデラーを倒し、ATPマスターズシリーズ2勝目を挙げ、シングルス・ランキングで3位に上昇した。全米オープンで初めて4大大会決勝に進出したが、フェデラーに6-7(4), 6-7(2), 4-6のストレートで敗れて準優勝に終わった。

### 2008年 全豪初優勝 北京五輪銅メダル マスターズ杯初優勝
全豪オープンで、ジョコビッチは準決勝でフェデラーに7-5, 6-3, 7-6(5)のストレート勝ちを収め、フェデラーが2005年ウィンブルドンから続けてきた4大大会連続決勝進出歴代1位記録を「10」で止めた。決勝戦では世界ランキング38位のノーシードから勝ち上がったジョー＝ウィルフリード・ツォンガを4-6, 6-4, 6-3, 7-6(2)で破り、20歳8ヶ月でグランドスラム初優勝を達成した。これはセルビア出身のテニス選手として、最初の4大大会男子シングルス優勝でもある。
全豪優勝から半年後、彼は8月の北京五輪で男子シングルスの銅メダリストになった。第3シードのジョコビッチは準決勝でナダルに敗れた後、準決勝敗退選手2名による「銅メダル決定戦」でジェームズ・ブレークを6-3, 7-6(4)で破り、オリンピックのセルビア代表選手として銅メダルを獲得した。2008年度の男子ツアー年間最終戦「テニス・マスターズ・カップ」では、決勝でニコライ・ダビデンコを6-1, 7-5で破って初優勝を決めた。

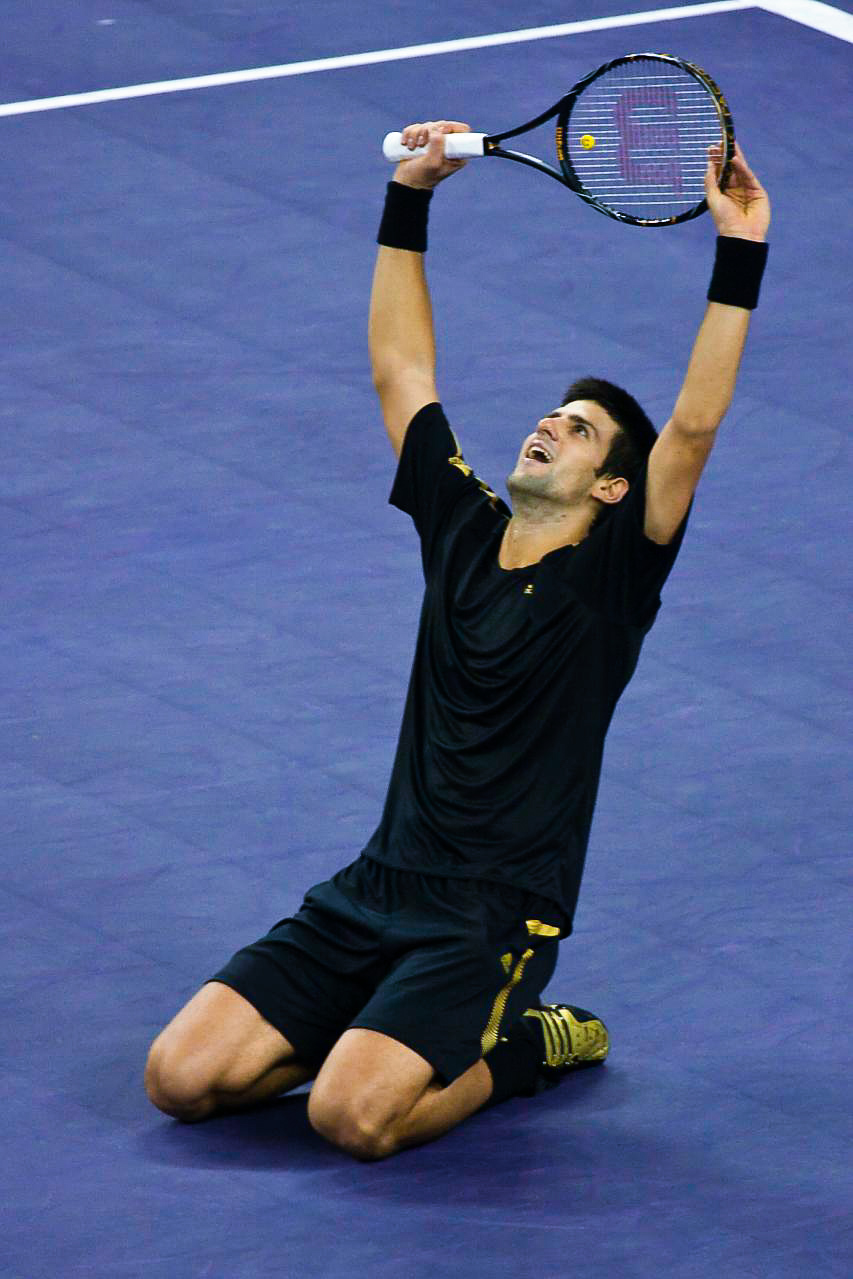
2008年テニス・マスターズ・カップでのノバク・ジョコビッチ

### 2009年 次世代No.1候補一角に
全豪オープンでは、ロディックとの準々決勝を7-6(3), 4-6, 2-6, 1-2で途中棄権した。全仏オープンでは3回戦でフィリップ・コールシュライバーに、ウィンブルドンでは準々決勝でトミー・ハースに、全米オープンでは準決勝でフェデラーにそれぞれ敗れている。
この年、4大大会で優勝こそできなかったが、全米オープン準決勝でフェデラーと互角に戦う等実力を発揮。急速に台頭してきた若手選手達(2009年全仏準優勝ロビン・セーデリング、2009年最終戦優勝ニコライ・ダビデンコ、2009年全米優勝フアン・マルティン・デル・ポトロ、2008年全米準優勝アンディ・マリー)と共に次世代No.1候補として、 フェデラー/ナダル2強を目指す位置を確保している。

### 2010年 全米準優勝 デビス杯初優勝 世界2位
全豪オープンは準々決勝でツォンガに6-7(8), 7-6(5), 6-1, 3-6, 1-6で敗れたが、大会終了後の2010年2月1日付のランキングで、初めて「2位」を記録した。
その後しばらく不本意な成績が続く。全仏オープンでは準々決勝でユルゲン・メルツァーに逆転負けを喫し、ウィンブルドンでは準決勝で、前の試合でフェデラーを破っていたトマーシュ・ベルディハに完敗を喫した。
全米オープンでは初戦でフルセットを戦うもその後は順調にストレートで勝ちあがり、準決勝でフェデラーと4年連続となる対戦を実現。5-7, 6-1, 5-7, 6-2, 7-5でついにフェデラーを破り3年ぶりに決勝進出を果たしたが、雨で1日順延した決勝ではナダルに4-6, 7-5, 4-6, 2-6で敗れた。12月にベオグラードで開催されたフランスとのデビスカップ決勝ではシングルスでジル・シモンを6-3, 6-1, 7-5、ガエル・モンフィスを6-2, 6-2, 6-4で破り、セルビアの初優勝に貢献した。
年末にグルテンアレルギー持ちであることが発覚し改善に取り組み始め、2011年以降の飛躍につながることになる。

### 2011年 全豪・ウィンブルドン・全米3冠 世界1位

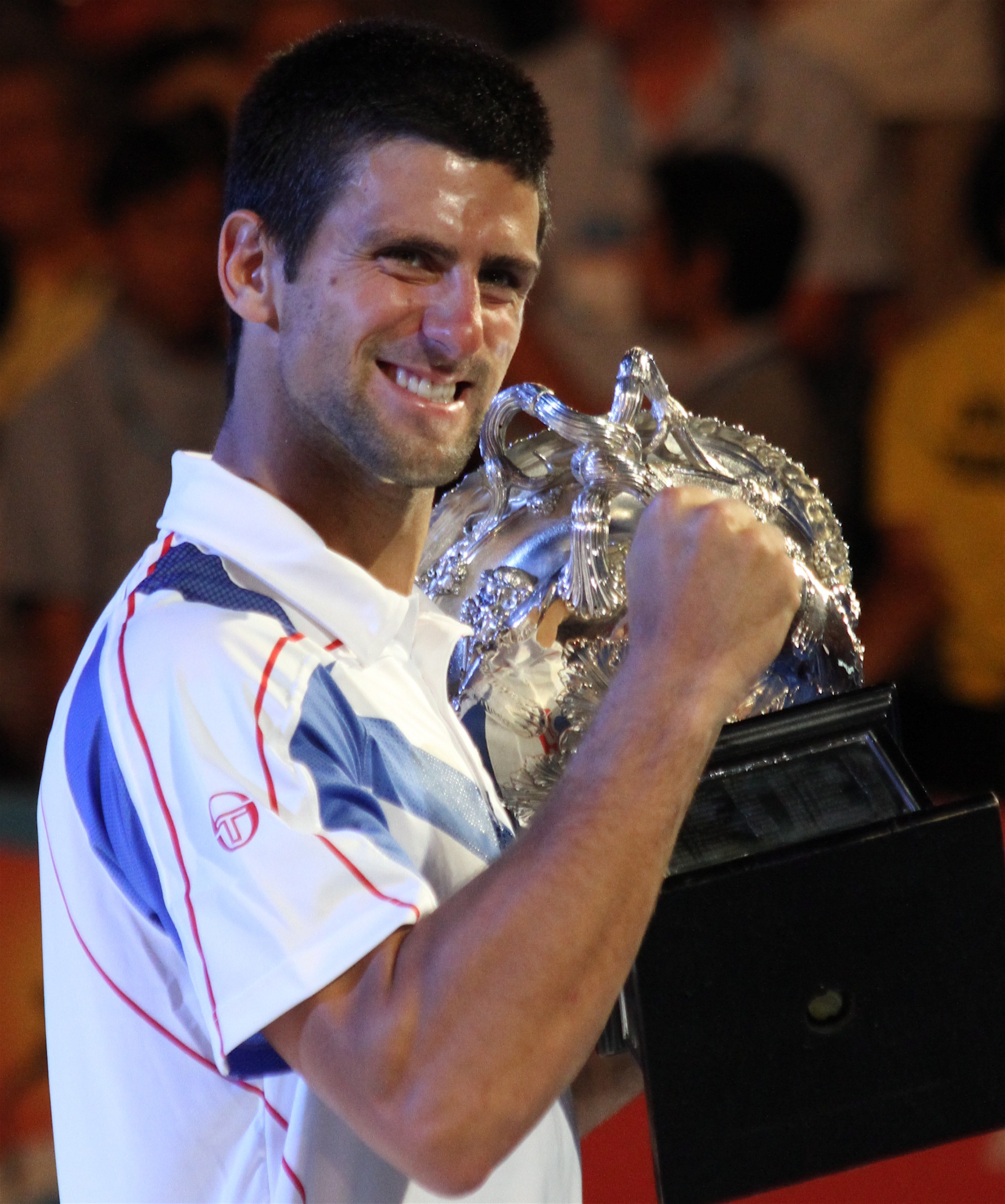
2011年全豪オープンでのノバク・ジョコビッチ

全豪オープンでは準決勝でフェデラーを7-6(3), 7-5, 6-4で破り決勝に進出、決勝ではマリーに6-4, 6-2, 6-3で快勝し、3年ぶり2度目の優勝を果たした。これを皮切りにドバイ・テニス選手権でもフェデラーを破り優勝、さらにBNPパリバ・オープン、マイアミ・マスターズの両マスターズも制覇し年初のハードコートシーズンの成績を24勝0敗とした。クレーシーズンに入っても勢いは止まらず、モンテカルロ・マスターズこそ欠場したもののまず地元のセルビア・オープンで優勝、スペインのマドリード・マスターズでも決勝でナダルを破り優勝（対ナダルでのクレーコート初勝利）、さらにBNLイタリア国際でもナダルを下し、7大会連続の優勝を飾る。
全仏オープンでも順調に勝ち上がったが、準決勝でフェデラーに敗れ、デビスカップ決勝からの連勝は43（歴代2位のイワン・レンドルにあと1勝、同1位のギリェルモ・ビラスにあと3勝及ばず）、年初からの連勝は41（歴代1位のジョン・マッケンローにあと1勝及ばず）でストップした。
ウィンブルドン決勝進出を決めた時点で、それまで1位のナダルを抜き、自身初の世界ランキング1位に就くことが確定した。その決勝戦ではナダルに6-4, 6-1, 1-6, 6-3で快勝し初優勝を飾った。
さらに、続くロジャーズ・カップにおいて、ナダル、フェデラー、マリーといったトップ4選手が相次いで敗退する中、ガエル・モンフィス、ツォンガといった強豪に勝利し、決勝ではマーディ・フィッシュを6-2, 3-6, 6-4で下し、シーズン9回目の優勝を飾った。世界ランク1位となってから初めて出場した大会で優勝した選手は、1993年のピート・サンプラス以来となった。
その後、全米オープンへの前哨戦として挑んだシンシナティ・マスターズでは決勝でマリーと対戦するも、準決勝で痛めた右肩痛の影響で第2セットで0-3としたところで途中棄権し、シーズン2敗目となった。
全米オープンへの影響を心配する声もあったが、予定通り全米オープンに出場した。右肩痛の影響は見られず順調に勝ち進み、準決勝でフェデラーと対戦。6-7(7), 4-6, 6-3, 6-2, 7-5のフルセットで試合を制した。続く決勝では、前年決勝と同じ相手である第2シードのナダルに6-2, 6-4, 6-7, 6-1で前年の雪辱を果たし、全米オープン初優勝を遂げた。
また、同一年の四大大会3勝はオープン化以降で史上6人目となった。これにより、獲得賞金額が1060万ドルを超え、この時点で、男子ツアーの1シーズンでの歴代獲得賞金額のトップに立ち、最終的には12,619,803ドル（1261万9803ドル）まで年間獲得賞金額の記録を伸ばした。年間最終ランキング1位。

### 2012年 全豪2連覇 世界1位陥落と奪還
全豪オープンでは決勝でナダルを5-7, 6-4, 6-2, 6-7(5), 7-5で破り2年連続3度目の優勝を果たした。試合時間は5時間53分で全豪最長記録であり、4大大会決勝最長記録となった。ソニー・エリクソン・オープンでは、決勝でマリーをストレートで下しシーズン2勝目を挙げた。続くモンテカルロ・マスターズ、BNLイタリア国際ではいずれも決勝でナダルにストレートで敗れた。
全仏オープンでは初めて決勝に進出したが、決勝でナダルに4-6, 3-6, 6-2, 5-7で敗れ4大大会4連続優勝を逃した。ウィンブルドンでは準決勝で優勝したフェデラーに3-6, 6-3, 4-6, 3-6で敗れ1年間守ったランキング1位から陥落した。
2012年ロンドンオリンピックの開会式ではセルビア選手団の旗手を務めた。シングルス準決勝で金メダルを獲得したマリーに5-7, 5-7で敗れ、銅メダル決定戦でもデルポトロに5-7, 4-6で敗れメダルを逃した。その後のロジャーズ・カップでは、決勝でリシャール・ガスケをストレートで下しシーズン3勝目を挙げた。

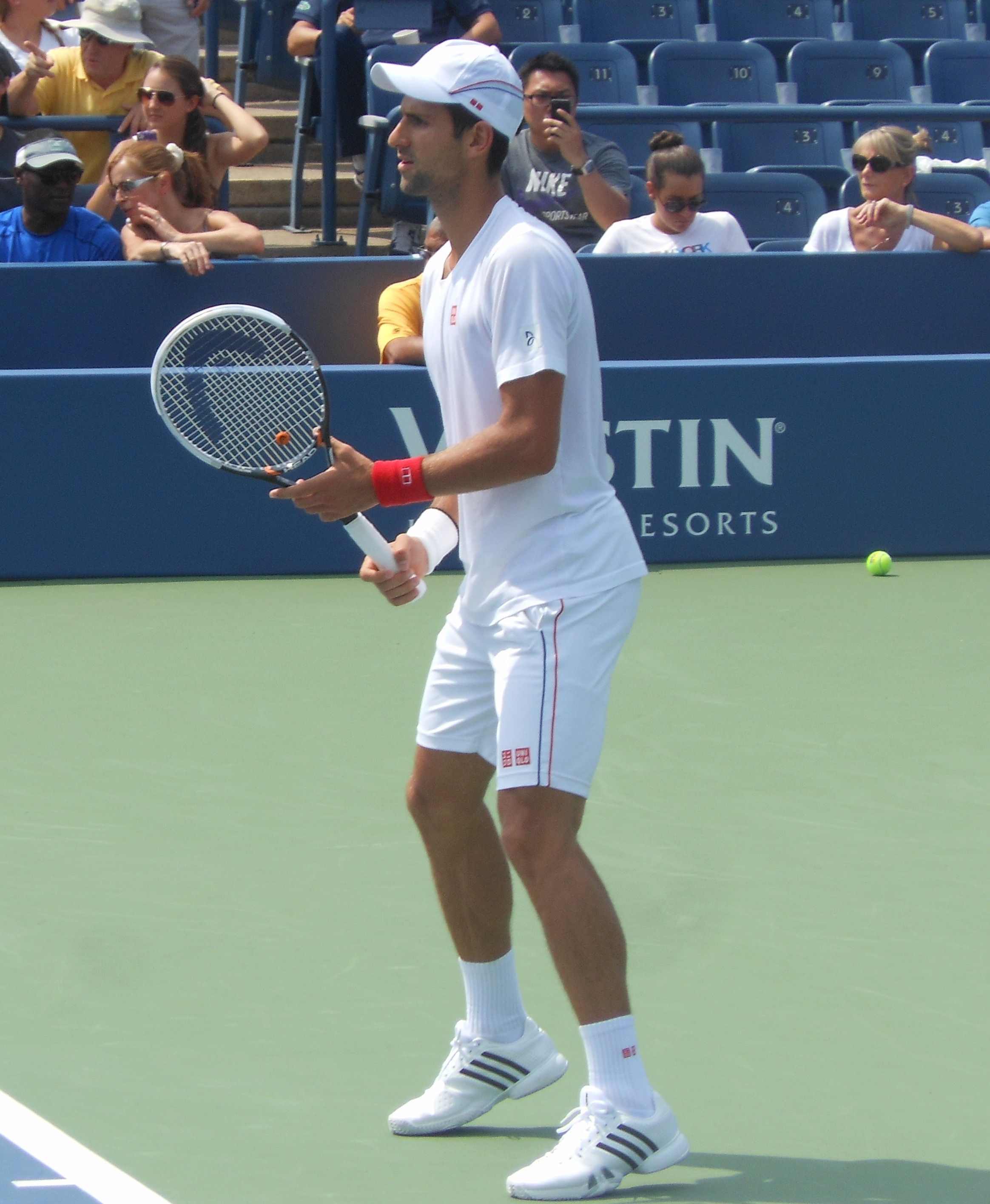
2012年全米オープンでのノバク・ジョコビッチ

全米オープンでは決勝でマリーに6-7(10), 5-7, 6-2, 6-3, 2-6の4時間54分の激闘の末敗れ連覇を逃した。10月開催の、チャイナ・オープンでは決勝でツォンガを下し、その翌週開催の上海マスターズでは決勝でマリーに、5-7, 7-6, 6-3の逆転で勝利し、2週連続でタイトルを獲得をした。11月5日付のランキングにて、フェデラーが1位から陥落したことにより、約4ヶ月ぶりに世界ランキング1位に復帰すると同時に、2年連続で年間＆年度末ランキング1位となることが確定した。
ATPワールドツアー・ファイナルズではラウンド・ロビン3戦全勝で準決勝に進出。準決勝でデルポトロを下し、決勝でフェデラーに7-6, 7-5で勝利し4年ぶり2度目の優勝を果たした。年間最終ランキング1位。
この年には日本のアパレル会社・ユニクロと5年間の「グローバル ブランド アンバサダー」契約を締結し、テニスウェアなどの提供を受けると共に、ユニクロのテニスウェア開発にも助言・提言を行うようになっている。

### 2013年 全豪3連覇 世界1位陥落
全豪オープンでは、決勝でマリーを6-7, 7-6, 6-3, 6-2で破り優勝。オープン化後では初の全豪3連覇を成し遂げた。ドバイ・テニス選手権では決勝でトマーシュ・ベルディハを破り2年ぶり4度目の優勝を果たした。北米ハードコートシーズンは、BNPパリバ・オープンは準決勝でデルポトロに、ソニー・エリクソン・オープンでは4回戦でトミー・ハースに敗退。その後の欧州クレーコートシーズンは、モンテカルロ・マスターズ決勝でナダルをストレートで破り、ナダルの9連覇を阻止するとともに大会初優勝を飾った。しかし続くマドリード・マスターズでは初戦で若手グリゴール・ディミトロフに、BNLイタリア国際でも準々決勝でベルディハに敗退した。
全仏オープンでは準決勝で第3シードのナダルに4-6, 6-3, 1-6, 7-6, 7-9で4時間37分に及ぶ激戦の末敗退した。続くウィンブルドンでは、準決勝でデルポトロとの4時間43分に及ぶフルセットの激戦を制して決勝進出。決勝では2年連続の決勝進出を果たした地元勢のマリーに4-6, 5-7, 4-6で敗退し準優勝に終わった。
全米オープン前哨戦のロジャーズ・カップでは準決勝でナダルに、シンシナティ・マスターズでは準々決勝で地元アメリカのジョン・イスナーに敗退。迎えた全米オープンでは、決勝で前哨戦の好調さを維持していたナダルに2-6, 6-3, 4-6, 1-6で敗退し準優勝に終わった。
10月上旬に行われたチャイナ・オープン決勝でナダルを破り半年ぶりのツアー優勝を果たすと、その後出場した上海マスターズ、BNPパリバ・マスターズで連続優勝。ATPワールドツアー・ファイナルズでも好調を維持し、決勝でナダルを破り5戦全勝で優勝を飾った。12月18日、ボリス・ベッカーがコーチとしてチームに加わることを発表した。

### 2014年 ウィンブルドンV2 世界1位復活
全豪オープンでは、準々決勝で大会優勝を果たしたスタニスラス・ワウリンカに6-2, 4-6, 2-6, 6-3, 7-9の激戦の末敗退した。これにより4大大会連続ベスト4進出が14大会（歴代2位）で止まり、昨年の全米オープン後から続いていたマッチ連勝も28連勝でストップすることとなった。また、両者は前年の4回戦でも5時間を超える試合を戦っていたが、この試合ではワウリンカの攻撃的なテニスに屈する形となった。
2月下旬のドバイ・テニス選手権では準決勝でフェデラーに敗退。BNPパリバ・オープンでは決勝でフェデラーに勝利し、シーズン初優勝を果たした。続くマイアミ・マスターズでも、決勝でナダルに勝利し、自身2度目のBNPパリバ・オープン・マイアミ・マスターズ連続優勝を果たした。

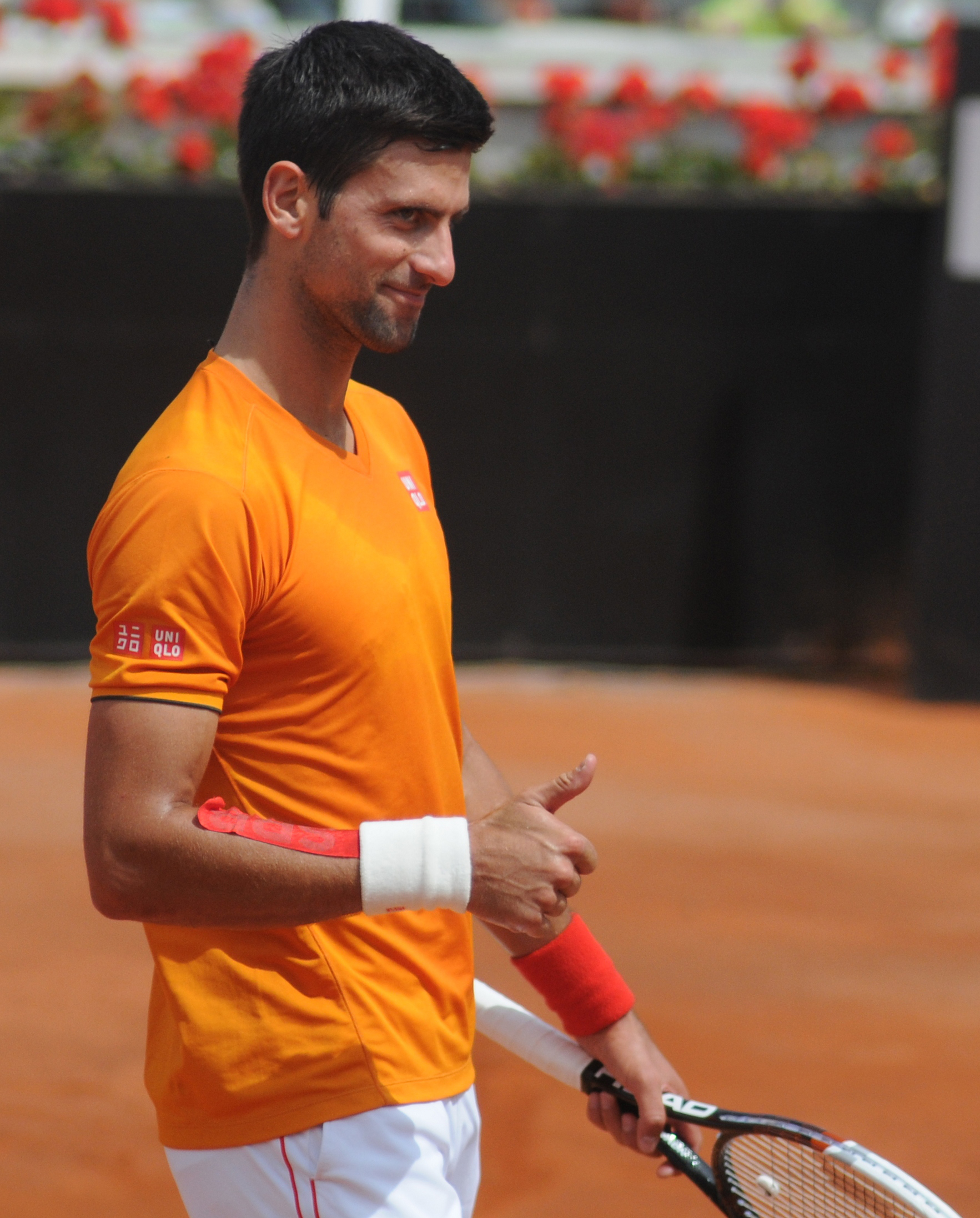
2014年BNLイタリア国際でのノバク・ジョコビッチ

クレーコートシーズン、モンテカルロ・マスターズでは準決勝でフェデラーに敗退。BNLイタリア国際では、決勝でナダルを破り3度目の優勝を果たした。全仏オープンでも決勝へ進みナダルと対戦するが、6-3, 5-7, 2-6, 4-6で敗退。2012年に続き、またもキャリア・グランドスラム達成を阻まれる形となった。
ウィンブルドンでは、決勝で4時間に及ぶフルセットの激戦の末にフェデラーを下し、3年ぶり2度目の優勝を果たした。
その後の北米ハードコートマスターズでは、2大会連続で早期敗退を喫した。全米オープンでは準決勝まで進むものの錦織圭に敗退し、5年ぶりに決勝進出を逃すこととなった。
11月開催のBNPパリバ・マスターズでは、決勝でミロシュ・ラオニッチを下し同大会2連覇を達成。同時にマスターズ大会20度目の優勝、またマッチ勝利数も600勝という区切りの勝利となった。（ATPワールドツアーにおいて600勝は、現役では史上5人目の快挙となった）。ATPワールドツアー・ファイナルズでは、ラウンドロビン3戦全勝で準決勝に進出。準決勝では錦織圭に6-1, 3-6, 6-0で勝利し3年連続の決勝に進出。決勝戦は、第2シードのフェデラーが試合前に腰の怪我により棄権したため、不戦勝という形で優勝。1987年イワン・レンドル以来の大会3連覇を達成し、2年ぶり3度目の年間最終ランキング1位で終えた。

### 2015年 全豪・ウィンブルドン・全米3冠 再び

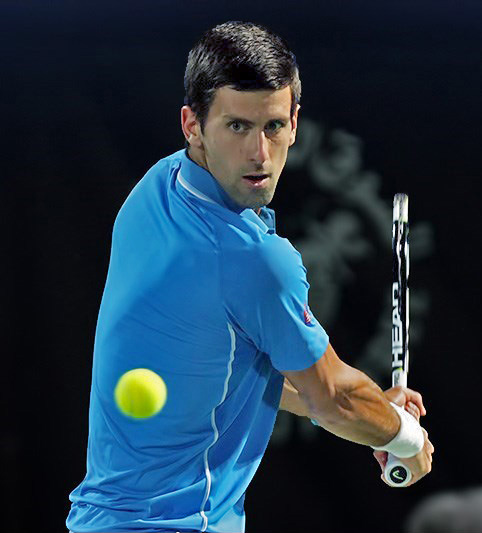
ノバク・ジョコビッチ（2015年）

全豪オープンでは、決勝でマリーと対戦。2人の4大大会決勝は5度目、全豪では2年ぶり3度目となる。結果はジョコビッチがマリーを7-6(5), 6-7(4), 6-3, 6-0で破り2年ぶり5度目の優勝。全豪オープンの優勝5回は1960年代に活躍したロイ・エマーソンの6度に次いで史上2位、1968年のオープン化以降ではフェデラー・アンドレ・アガシの4度を抜き最多。グランドスラム通算優勝8回はアンドレ・アガシ、ジミー・コナーズらに並んで歴代8位タイ記録。
3月22日BNPパリバ・オープンでは決勝でフェデラーを6-3, 6-7, 6-2で倒し優勝。同大会2連覇4度目の優勝となりフェデラーの持つ最多優勝記録と並んだ。またこの優勝で通算50勝目の優勝となり自身のコーチであるボリス・ベッカーを抜いて歴代11位記録となった。マイアミ・オープンではダビド・フェレール、ジョン・イスナー、マリーらを破り大会2連覇5度目の優勝。マスターズ1000 22個目のタイトルとなる。またインディアンウェルズ・マスターズ-マイアミ・オープン連続優勝3回は史上最多。
4月13日に発表された世界ランキングで通算142週間世界ランク1位に在位。これはナダルの141週を抜いて歴代6位記録。モンテカルロ・マスターズでは準決勝でナダル、決勝でトマーシュ・ベルディハを破り2年ぶり2度目の優勝。開幕からマスターズ3大会連続優勝は史上初。またマスターズ優勝23回はフェデラーと並び歴代2位タイ記録となった。4月29日、休養のため2年連続でマドリード・オープンを欠場することを発表。BNLイタリア国際では決勝でフェデラーを破り2連覇4度目の優勝。
生涯グランドスラムを懸けて迎えた全仏オープンでは、準々決勝で5連覇中のナダルに7-5, 6-3, 6-1で勝利。ナダルに全仏で勝利した選手は2009年のロビン・セーデリング以来6年ぶり2人目。準決勝でライバルのマリーをフルセットの末破り決勝に進出したが、決勝でスタン・ワウリンカに6-4, 4-6, 3-6, 4-6で破れ2年連続3度目の準優勝。連勝は28でストップし、生涯グランドスラムも達成できなかった。
ウィンブルドンでは4回戦でケビン・アンダーソンに苦戦を強いられたものの6-7, 6-7, 6-1, 6-4, 7-5のフルセットの激闘を制す。そして決勝では2年連続でフェデラーと対戦し7-6(1), 6-7(10), 6-4, 6-3でフェデラーを倒し、2年連続3回目の優勝を飾った。
ロジャーズ・カップでは準々決勝でエルネスツ・グルビスに2本のマッチポイントを握られるなど苦しみながらも決勝に進出。しかしマリーに4-6, 6-4, 3-6で敗れ、準優勝。今季マスターズで初の敗北を喫した。続くシンシナティ・マスターズでは3回戦でダビド・ゴファンに第3セット0-3の2ブレークダウンに追い込まれながら6ゲーム連取し逆転勝ち、準々決勝では全仏の決勝で敗れたワウリンカに6-4, 6-1で雪辱を果たす、準決勝ではアレクサンドル・ドルゴポロフに4-6, 7-6(5), 6-2で逆転勝ちし決勝に進出。シングルスでは史上初のキャリア・ゴールデン・マスターズがかかった決勝ではフェデラーに6-7(1), 3-6で敗れた。
全米オープンでは準決勝でディフェンディング・チャンピオンのマリン・チリッチに6-0, 6-1, 6-2で大勝。決勝でフェデラーに6-4, 5-7, 6-4, 6-4で勝ち4年ぶり2度目の優勝を収めた。この時点でこの年の年間最終1位が確定した。チャイナ・オープンでは決勝でナダルに6–2, 6–2で勝利し4連覇達成。上海マスターズでは準決勝でマリーに6-1, 6-3、決勝でツォンガに6–2, 6–4で勝利し、全試合ストレート勝ちで優勝。BNPパリバ・マスターズでも決勝でマリーに6-2, 6-4で勝利し、史上初の大会4勝目、そして史上初のマスターズ年間6勝目を挙げた。ATPワールドツアー・ファイナルズでは第2戦でフェデラーに5-7, 2-6で敗れ、ラウンドロビンを2位で通過。準決勝でナダルに6-3, 6-3で勝利。決勝で第2戦で敗れたフェデラーに6-3, 6-4で勝利し、ツアーファイナル史上初の4連覇を果たした。この年は16大会に出場、15大会で決勝へ進出し、その内11大会で優勝、さらに通算成績は82勝6敗（勝率93.2%）と、無双のジョコビッチ時代だった。年間最終ランキング1位。

### 2016年 キャリアグランドスラム達成
カタール・オープンでは決勝でナダルに6-1, 6-2で勝利し優勝。全豪オープンでは4回戦のジル・シモン戦で100本ものアンフォースト・エラーを冒すなど苦戦するも、6-3, 6-7(1), 6-4, 4-6, 6-3のフルセットで勝利。準々決勝では錦織圭に6-3, 6-2, 6-4で勝利、準決勝ではフェデラーに6-1, 6-2, 3-6, 6-3で勝利し、2年連続6度目の決勝進出。決勝戦ではマリーに 6-1, 7-5, 7-6(3) とストレート勝ちで優勝。2月のドバイ・テニス選手権2回戦でキャリア通算700勝を達成。準々決勝では目の病気のために棄権し、連続決勝進出記録は17で止まった。
3月のBNPパリバ・オープンでは決勝でミロシュ・ラオニッチに6-2, 6-0で勝利し、3連覇。この際、「男子の試合の方が多くの観客が集まっているのは明らかで、男子選手へより多くの賞金を出すべきだ」などと発言し波紋を呼んだが、のちにSNS上で謝罪している。マイアミ・オープンでも決勝で錦織圭を6-3, 6-3で破り、3連覇、大会史上最多タイの6回目の優勝、一時的にマスターズ最多となる28回目の優勝を果たした。
4月のモンテカルロ・マスターズでは初戦でイジー・ベセリーに4-6, 6-2, 4-6で敗れ、3年ぶりの初戦敗退を喫した。5月のマドリード・オープンには3年ぶりに出場すると、決勝でマリーを破って5年ぶりの優勝。BNLイタリア国際では3回戦でトマス・ベルッシに第1セットを0-6で取られるなど苦戦するも、0-6, 6-3, 6-2で勝利。準々決勝はナダルに7-5, 7-6(4)と迫られた試合を制した。準決勝は錦織圭と3時間1分の熱戦を繰り広げ、2-6, 6-4, 7-6(5)で勝利し、苦しみながらも決勝に進出。しかし決勝でマリーに3-6, 3-6で敗れ、大会3連覇はならなかった。全仏オープンでは4回戦が2日連続で雨天サスペンデッドになるなど、天候に悩まされながらも決勝に進出。マリーとの大一番では第1セットを失うも第2セットからは連続でセットを獲り、3-6, 6-1, 6-2, 6-4で勝利。全仏オープン初優勝と同時に男子ではラファエル・ナダル以来のキャリア・グランドスラムを達成した。またグランドスラム4大会連続優勝のノン・カレンダー・イヤー・グランドスラム（Non-calendar Year Glandslam）も達成（ "Nole Slam."と呼ばれた ）。通算獲得賞金が史上初めて1億ドルを超えた選手となった。

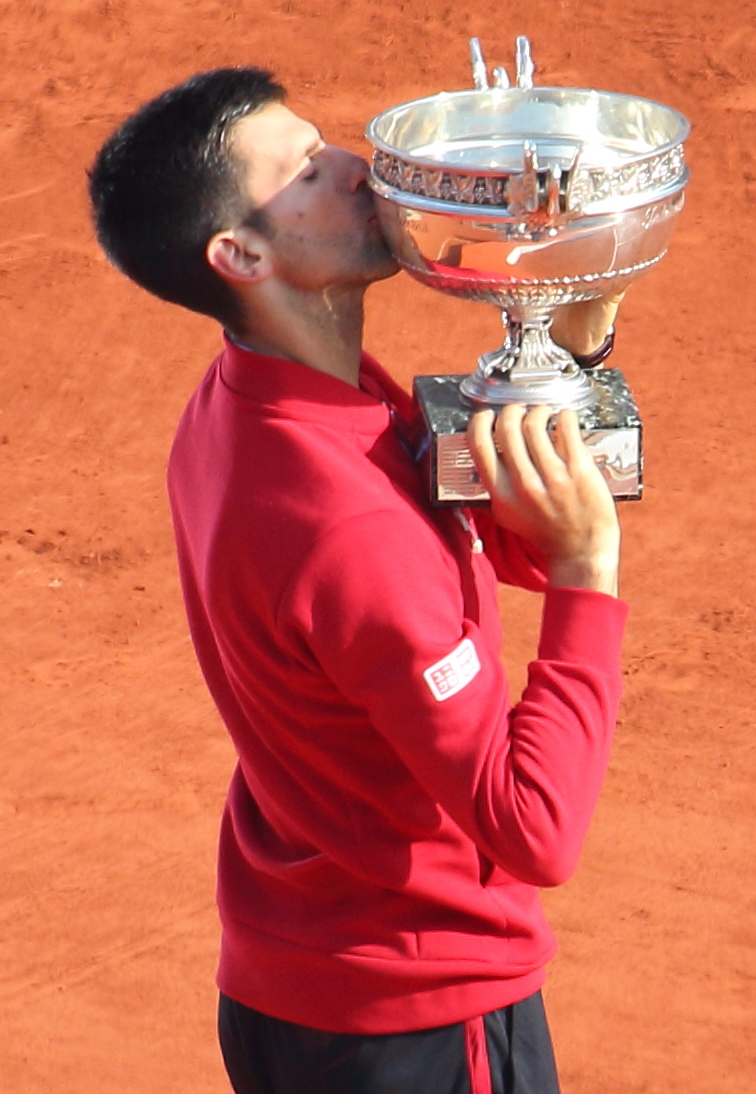
2016年全仏オープンでのノバク・ジョコビッチ

ウィンブルドンでは3回戦でサム・クエリーに6-7(6), 1-6, 6-3, 7-6(5)で敗れた。ジョコビッチは2009年全仏オープン以来初の準々決勝に上がれず、連続準々決勝進出記録は歴代2位の28、連続準決勝進出記録は歴代2位の14、2015年ウィンブルドンから続く優勝記録も歴代2位タイの4でストップした。ロジャーズ・カップでは決勝で錦織圭を6-3, 7-5で破り、4年ぶり4回目、マスターズでは節目となる30勝目を挙げた。
リオ五輪では、シングルス1回戦で前回のロンドン五輪での3位決定戦で敗れたフアン・マルティン・デル・ポトロに6-7(4), 6-7(2)で敗れた。その後左手首の怪我のためシンシナティ・マスターズを欠場。怪我明けの全米オープンでは2回戦を不戦勝、3回戦、準々決勝では相手の途中棄権で勝ち上がる。準決勝ではガエル・モンフィスに6-3, 6-2, 3-6, 6-2で勝利し、決勝進出。決勝でワウリンカと対戦。7-6(1), 4-6, 5-7, 3-6で敗れ、連覇と3度目の優勝を逃した。その後、4連覇中のチャイナ・オープンを欠場。上海マスターズでも準決勝でロベルト・バウティスタ・アグートに敗れた。BNPパリバ・マスターズでは準々決勝でマリン・チリッチに初敗北を喫す。同大会でマリーが決勝に進出し、マリーの1位が確定した。そのため2014年7月以来の世界ランク1位陥落となった。
ATPワールドツアー・ファイナルズではラウンドロビンを3連勝で突破。準決勝でも錦織圭を6-1, 6-1で圧倒し、5年連続の決勝進出。決勝では全仏以来のマリーとの対戦で年間最終1位をかけ戦い、3-6, 4-6で敗れた。これにより年間最終ランキング2位でシーズンを終えることとなった。

### 2017年 怪我との闘い トップ10陥落
年初のカタール・オープンでは決勝でマリーに6–3, 5–7, 6–4で勝利し優勝。3連覇を目指した全豪オープンでは2回戦でデニス・イストミンに6-7(8), 7-5, 6-2, 6-7(5), 4-6で敗戦を喫してしまった。2月のメキシコ・オープンでは準々決勝でニック・キリオスに敗れた。3月のBNPパリバ・オープンではシングルスでは4回戦で再びキリオスに敗れた。同じセルビアのビクトル・トロイツキと組んだ男子ダブルスでは2回戦で世界ランク1,2位のピエール＝ユーグ・エルベール/ニコラ・マユ組に5-7, 6-1, [11-9]で勝利。準々決勝で第6シードのレイベン・クラーセン/ラジーブ・ラム組に敗れた。
ムチュア・マドリード・オープンでは、錦織圭の準々決勝棄権により準決勝に進出、第4シードのラファエル・ナダルと丁度1年ぶりの対決。結果、2-6, 4-6で敗れ対ナダル7連勝を止められた。BNLイタリア国際ではフアン・マルティン・デル・ポトロ、ドミニク・ティームを倒したものの、決勝で20歳の新鋭アレクサンダー・ズベレフに敗れた。全仏オープンは準々決勝でティームに敗れた。ウィンブルドンは準々決勝のトマーシュ・ベルディハ戦で、以前から悩まされていた右肘痛が悪化し第2セット途中で棄権。その後2017年の残りシーズン欠場を表明した。年間最終ランキングは12位まで下がり、10年以上ぶりにトップ10から陥落した。
この年コーチにアンドレ・アガシを招いており、また引退を表明したラデク・ステパネクもコーチ陣への参加を発表。ボリス・ベッカーの解任も併せ、コーチ陣の一新で巻き返しを図る。

### 2018年 ウィンブルドン・全米2冠 キャリアゴールデンマスターズ達成 世界1位復活
全豪オープンで前年夏からの休養から復帰。2回戦でガエル・モンフィスを破り、同一選手との通算成績15勝0敗を記録。3回戦でアルベルト・ラモス＝ビノラスをストレートで破るが、4回戦で韓国の若手鄭現に6-7(4), 5-7, 6-7(3)でストレート負けを喫した。右肘の手術で再び一時的な休養に入り、復帰後のBNPパリバ・オープン、マイアミ・オープンではダニエル太郎、ブノワ・ペールでそれぞれ初戦敗退。欧州クレーコートシーズンでも早期敗退が目立ったものの、後半には復調が見られる成績となった。BNLイタリア国際では準々決勝で錦織圭を破り1年ぶりのマスターズ準決勝進出。準決勝では第1シードラファエル・ナダルとの対戦で、1セット目をタイブレークに持ち込む激戦としたがストレートで敗れた。第20シードとして出場した全仏オープンでは、第13シードロベルト・バウティスタ・アグートらに勝利し9年連続の準々決勝進出を成し遂げたもののマルコ・チェッキナートに敗れた。一時、世界ランキング22位まで落ちる。
クイーンズ・クラブ選手権ではノーシードでの出場となったが、2回戦では第2シードのグリゴール・ディミトロフを6-4, 6-1で圧倒、決勝でマリン・チリッチに敗れたものの準優勝。第12シードとして迎えたウィンブルドン選手権では、2年連続で準々決勝に進出。第24シード錦織圭に13連勝を成し遂げ、2016年全米オープン以来のグランドスラム準決勝に進出。準決勝では、世界ランキング1位・第2シードのナダルとの5時間以上に渡る接戦を6-4, 3-6, 7-6(9), 3-6, 10-8で制し決勝進出。そのまま世界ランキング8位・第8シードのケビン・アンダーソンを6-2, 6-2, 7-6(4)のストレートで下し、ウィンブルドン4度目の優勝、グランドスラム13度目の優勝で復活を印象付けた。
ウエスタン・アンド・サザン・オープンでは決勝でフェデラーを6-4, 6-4で下し、6度目の決勝戦で初優勝を飾る。これにより男子シングルス史上初キャリアゴールデンマスターズ（マスターズ9大会全制覇）を達成した。

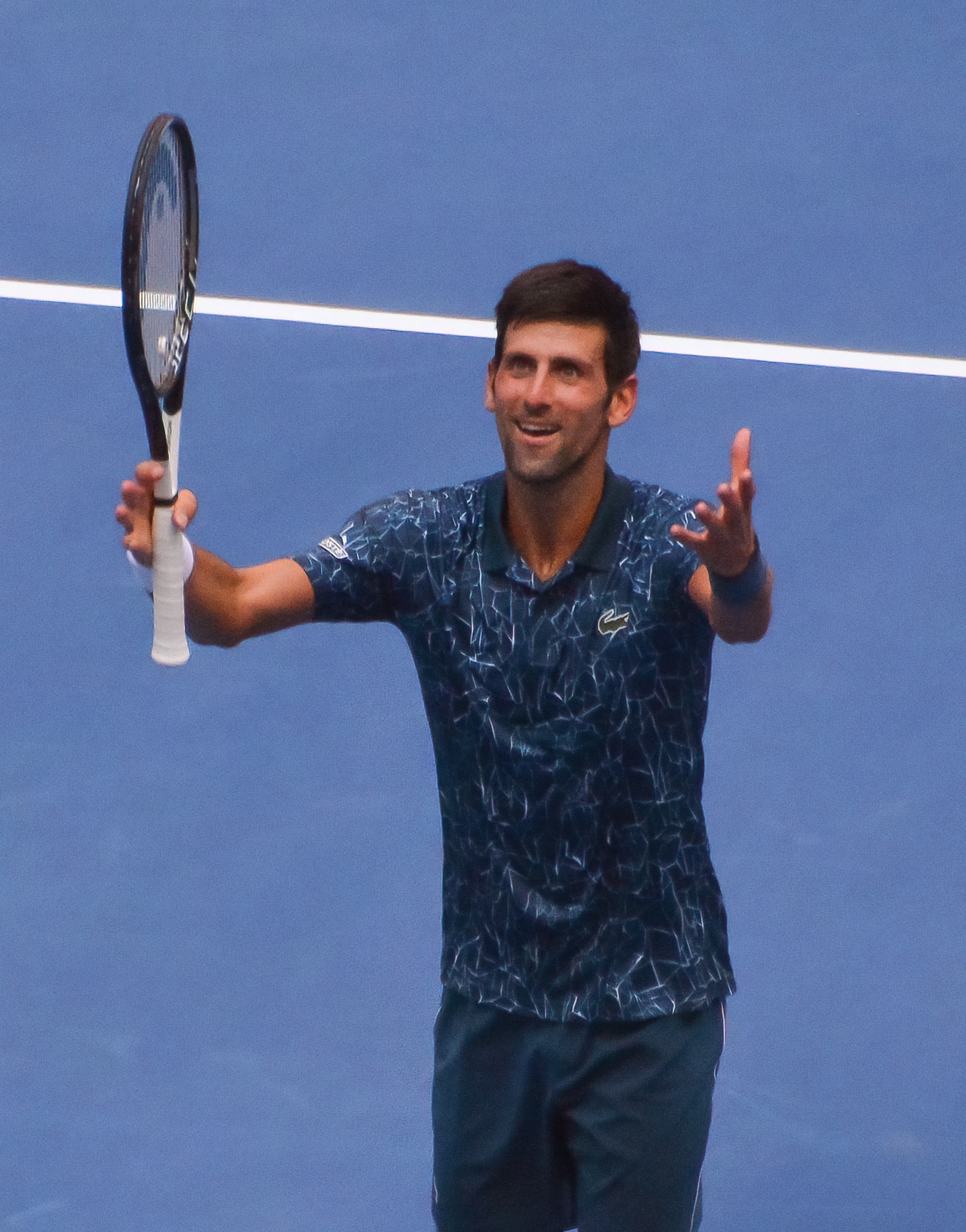
2018年全米オープンでのノバク・ジョコビッチ

全米オープンでは第6シードでの出場。順調に勝ち上がり、準決勝では、4年前の同大会準決勝で苦杯を嘗めさせられた錦織圭を6-3, 6-4, 6-2のストレートで下しリベンジを達成するとともに対錦織戦の連勝を14に伸ばし決勝進出。決勝はナダルの棄権により勝ち上がったフアン・マルティン・デル・ポトロを6-3，7-6(4)，6-3のストレートで下し、全米3回目、グランドスラム通算14回目の優勝を飾った。上海マスターズでは一度もブレークされることなく4度目の優勝を飾った。全盛期の強さを取り戻し、強烈なサーブ力も加わり、第2のジョコビッチ時代を予感させる圧倒劇だった。パリマスターズは決勝でカレン・ハチャノフに敗れ準優勝に終わり、連勝は22でストップ。ATPファイナルズも決勝でズベレフに敗れ準優勝だった。3年ぶり5度目の年間最終ランキング1位に輝いた。

### 2019年 全豪V7 ウィンブルドンV5
年始のカタール・オープンではベスト4止まりだったが、全豪オープンは順調に勝ち上がり、決勝ではラファエル・ナダルを6-3, 6-2, 6-3の完勝で下して、大会最多記録となる7度目の制覇を達成した。決勝について「自分がプレーしたグランドスラム決勝の中では最高の試合の一つになった」と語った。2月には通算4度目のローレウス賞を獲得した。
ムチュア・マドリード・オープンではドミニク・ティームを下して決勝進出すると、決勝でステファノ・チチパスに勝利して優勝した。BNLイタリア国際でも決勝に進んだが、ナダルに敗れて準優勝に終わった。全仏オープンは、準々決勝でズべレフを破ってベスト4入りしたが、準決勝でティームに2-6, 6-3, 5-7, 7-5, 5-7の中断をはさんだ2日間にわたる戦いの末敗れた。
ウィンブルドン選手権は、準決勝で2連敗中だったロベルト・バウティスタ・アグートに勝利して決勝に進出。決勝ではフェデラー相手に2度のマッチポイントを握られながらも、大会初となる最終セット12-12後のタイブレークを制し、7-6(5), 1-6, 7-6(4), 4-6, 13-12(3)で2度目の同大会2連覇を成し遂げた。

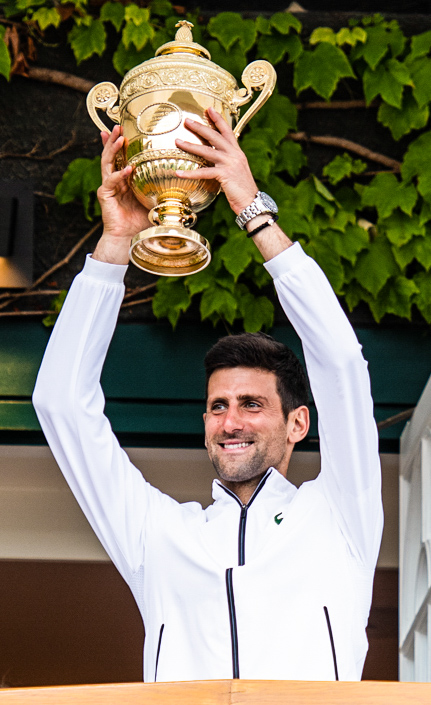
2019年ウィンブルドン選手権でのノバク・ジョコビッチ

しかし、去年初優勝を飾ったウエスタン・アンド・サザン・オープンでは準決勝でダニール・メドベージェフに敗退すると、全米オープンの期間中に左肩を痛めてしまう。結果、4回戦のスタン・ワウリンカ戦、4-6, 5-7, 1-2となったところで途中棄権して連覇はならなかった。復帰戦として10月のジャパン・オープン・テニス選手権に初出場すると、全試合ストレート勝ちの圧倒的な内容で優勝した。パリ・マスターズで5度目の制覇をしたが、1位の座をナダルに譲った。ATPファイナルズは1勝2敗のラウンドロビン敗退に終わり、年間最終ランクは2位。

### 2020年 全豪V8 ATP杯初優勝
年始のATPカップでは、ナダルやメドベージェフなどを破ったシングルス6勝とダブルス2勝を挙げる単複で負けなしの活躍を見せ、セルビアを初代王者に導く。全豪オープンは失セット1の圧巻の内容で決勝進出すると、決勝ではドミニク・ティーム相手にセットカウント1-2から逆転勝ちを納め、8度目の優勝を飾った。これにより同一のグランドスラムで8回以上優勝した史上3人目の選手となった（ナダルとフェデラーに次ぐ）。また、世界1位の座も奪還した。
その後は新型コロナウイルス感染症流行の影響でツアーが中断される中、6月に自身主催の慈善大会アドリア・ツアーを故郷のベオグラードからスタートさせた。しかし自身を含む参加者が新型コロナウイルスに感染し、大会は中止、批判を浴びた。
ツアー再開後の初戦、ウエスタン・アンド・サザン・オープンでは決勝でミロシュ・ラオニッチを下して優勝し、「ダブルゴールデンマスターズ」を記録した。
全米オープンでは、3回戦まで順調に勝ち進んだが、4回戦（ベスト16）でカレーニョ・ブスタと対戦中に、第1セットで自身のサーブを5-6でブレイクされた直後に放ったボールが線審に当たり、失格となった。USTAは、ジョコビッチの本大会での獲得賞金とポイントの取り消しを発表した。2020年シーズン開始以来の連勝は26でストップ。
それでも続くBNLイタリア国際では決勝でディエゴ・シュワルツマンを7-5, 6-3で破り、5回目の優勝を果たす。9月21日発表の世界ランキングで通算287週目のシングルス1位となり、通算286週のピート・サンプラスを抜いて歴代単独2位となった。全仏オープンは4年ぶりの決勝進出もナダルに敗れ準優勝。ATPファイナルズはベスト4。また、ピート・サンプラスに並ぶ史上最多タイとなる6度目となる年末1位を確定させている。

### 2021年 歴代最長1位在位記録・最多年間1位回数樹立 ダブルグランドスラム達成 GS20勝
全豪オープン、3回戦でテイラー・フリッツをフルセットの末振り切るも、腹筋の筋断裂を負ってしまう。それでもラオニッチやズベレフ、準決勝で予選上がりのアスラン・カラツェフを下して決勝進出。決勝では、昨季のATPファイナルズで敗れているダニール・メドベージェフを7-5, 6-2, 6-2のストレートで破る貫禄の勝利で、2度目の3連覇・9度目の大会制覇を果たした。3月8日付けのATPランキングで1位の在位期間を通算311週に伸ばし、フェデラー（310週）が持つ歴代最長1位在位記録を更新した。
2か月休養した後、5月のクレーシーズンのモンテカルロ・マスターズで復帰したが、3回戦で世界33位のダニエル・エバンスに敗れ、今季初黒星を喫する。続く母国開催のセルビア・オープンではカラツェフにリベンジされ、ここでは凱旋優勝ならず。BNLイタリア国際で決勝進出の復調を見せるも、決勝ではナダルに敗れた。それでも、実弟がディレクターを務めるベオグラード・オープンでは地元優勝を飾った。弾みをつけて挑んだ全仏オープンでは、準決勝でナダル相手に3-6, 6-3, 7-6(4), 6-2で6年ぶりに勝利し、彼に全仏3度目の土をつけて2年連続の決勝進出。決勝ではステファノス・チチパスと対戦し、6-7(8), 2-6, 6-3, 6-2, 6-4の大逆転で下し、全仏2勝目にして52年ぶりの「ダブルグランドスラム」を成し遂げた。
ウィンブルドン選手権でも絶対的な強さを見せ、失セット1で決勝に進出すると、マッテオ・ベレッティーニを6-7(4), 6-4, 6-4, 6-3で下し、3連覇を達成した。また、グランドスラム通算20勝目となり、ロジャー・フェデラー、ラファエル・ナダルと並んで歴代1位タイに浮上した。2週間後の東京2020オリンピックは、男子史上3人目のキャリアおよび初の年間ゴールデンスラムを狙えるまたとない機会だった。圧倒的な強さで地元の錦織圭らを下して順当に4強入りしたが、準決勝でズベレフに6-1, 3-6, 1-6で敗れた。パブロ・カレーニョ・ブスタとの3位決定戦でも敗れ、メダルを逃した。さらに、混合ダブルスでも3位決定戦を左肩の故障を理由に棄権したことで、メダルなしに終わった。
全米オープンは五輪から1か月以上開けての復帰戦となった。ストレート勝ちが1試合しかなかったが、それでも準決勝でズベレフをフルセットの末破り、年間グランドスラムに王手をかけた。しかし、決勝のメドベージェフ戦では4-6, 4-6, 4-6とまさかのストレート負け。快挙は逃したが、重圧から解放され、「ホッとした。」と話した。2か月後のパリ・マスターズでは、決勝で世界2位のメドベージェフに勝ったことでリベンジを果たすとともに、サンプラスを抜いて歴代最多記録となる7度目の年間1位を確定させた。ATPファイナルズはベスト4。

### 2022年 ウィンブルドンV7 GS21勝・ツアー通算1000勝
年始はATPカップ出場を予定していたが、新型コロナウイルス感染症のワクチン接種に消極的なため、接種義務のある本大会出場を辞退した。同様に接種義務のある1月17日からの全豪オープンでは入国に際してオーストラリア当局との間に問題が発生し、最終的に「国内の反ワクチン感情を助長しかねない」との理由でビザが取り消され出国した事で出場はできなかった。
全豪オープンを準優勝したダニール・メドベージェフとのポイント差を大幅に詰められると、今季初戦となるドバイ・テニス選手権での準々決勝敗退をもって、中断期間を挟んで86週、通算で361週目の世界1位の座から陥落することが確定した。BIG4以外の1位は18年ぶりという譲位になった。

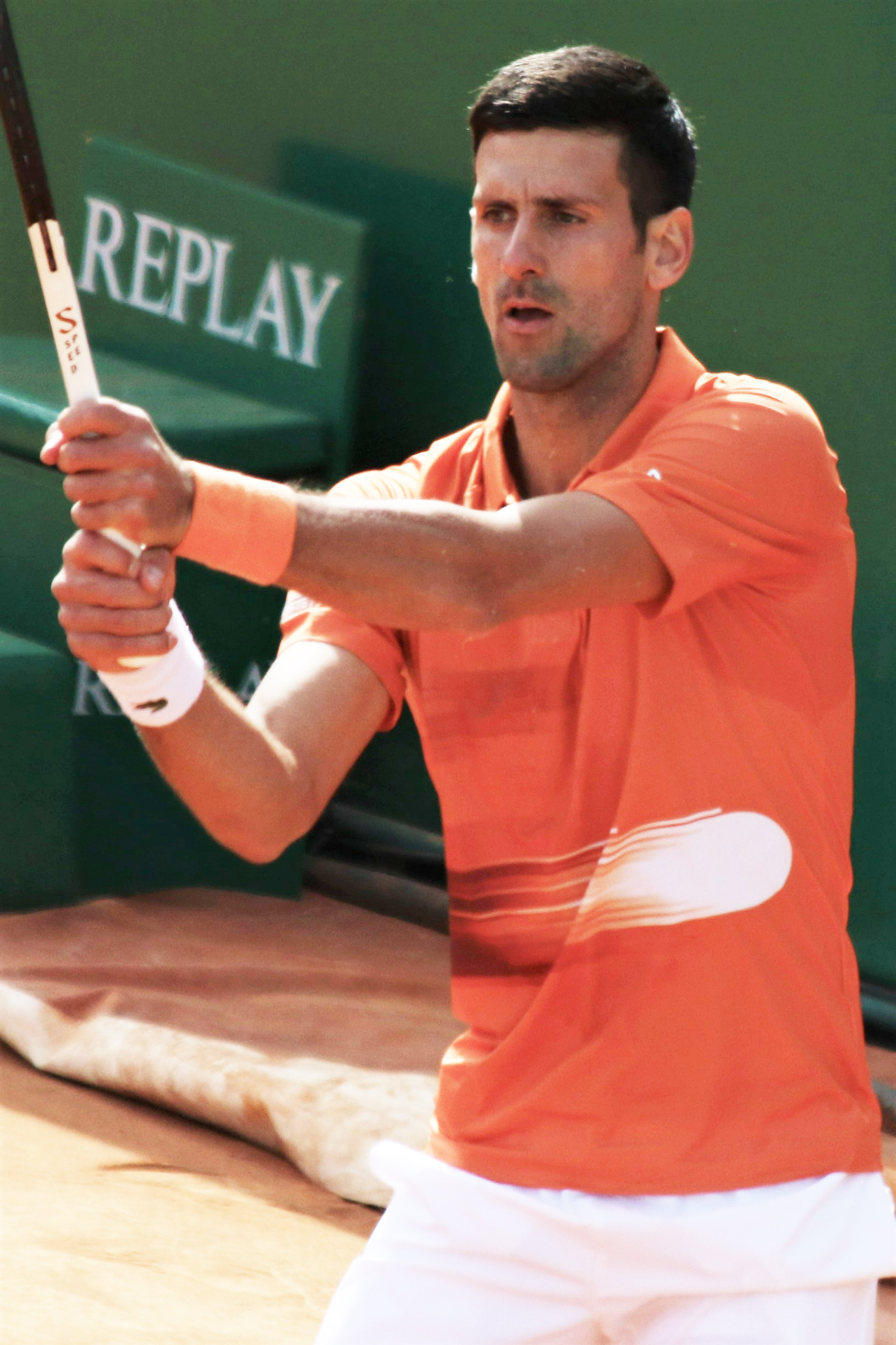
2022年モンテカルロ・マスターズでのノバク・ジョコビッチ

クレーシーズンは本格的に大会に出場し、セルビア・オープンで準優勝。ムチュア・マドリード・オープンは、準決勝で新鋭カルロス・アルカラスに敗れベスト4。BNLイタリア国際では、カラツェフ、ワウリンカ、アリアシム、ルード、チチパスを倒し、今季初優勝。また、準決勝の勝利で、史上5人目となるキャリア通算1000勝目に到達した。全仏オープンでも全ストレート勝利でベスト8入りしたが、準々決勝でナダルに敗れた。
ウィンブルドン選手権の主催者が、ウクライナ侵攻を受けてロシア人・ベラルーシ人選手の参加不可を発表した際には、「狂った」決定を支持しないと発言。主催者に対しATPが下したポイント不付与にも不満を口にしたが、出場の意向は示した。実際に出場すると、準々決勝ではヤニック・シナーを5-7, 2-6, 6-3, 6-2, 6-2の2セットダウンから逆転勝利で破り、準決勝ではキャメロン・ノリーを破り決勝へ進出。決勝の相手は2戦2敗のニック・キリオスだったが、問題にせず、4-6, 6-3, 6-4, 7-6(3)で勝利し、大会7勝目をあげた。もっとも、ポイント不付与の影響で順位は7位に後退した。
北米ハードシーズンは新型コロナウイルス感染症のワクチン未接種のためスキップした。
テルアビブ・オープンでツアー復帰し、決勝でマリン・チリッチを6-3, 6-4で破り優勝。続くアスタナ・オープンでは決勝でステファノス・チチパスを6-3, 6-4で破り、2週連続優勝を飾った。
2連覇をかけて臨んだパリ・マスターズでは決勝でホルガ・ルーネに6-3, 3-6, 5-7で敗れ準優勝に終わった。
最終戦ATPファイナルズではラウンドロビンを全勝で突破すると、決勝でキャスパー・ルードを7-5, 6-3で破り全勝優勝。ロジャー・フェデラーと並ぶ史上最多タイ6度目の優勝を飾った。また35歳での優勝は同大会の最年長優勝となった。最終ランクは5位。

### 2023年 全豪V10 トリプルキャリアグランドスラム達成 男女通じて歴代最多タイのGS24勝 MS40勝 TF7勝 1位在位400週
年始のオーストラリアシーズンは、前年に国外退去となった際に科された3年間の入国禁止処分を解除されたため、参加が可能となった。前哨戦のアデレード国際１ではセバスチャン・コルダと6–7(10), 7–6(3), 6–4の激闘の末に優勝した。この前哨戦で痛めた太もも故障の影響で全豪オープンへの参加が懸念されたが、強行出場。失セット1で決勝に進出すると、決勝ではステファノス・チチパスを6-3, 7-6(4), 7-6(5)で破り、自身の持つ同大会最多優勝記録を更新する10度目の優勝を成し遂げた。また、ラファエル・ナダルに並ぶ史上最多通算22度目のグランドスラム制覇となった。さらに、世界ランキングも1位へと返り咲いた。2月27日に更新されたランキングで世界1位の座をキープし、通算在位記録を378週に伸ばしたことで、これまで男女合わせて歴代最長だったシュテフィ・グラフの記録（377週）を破った。
全仏オープンでは決勝でキャスパー・ルードを7-6(1), 6-3, 7-5で破り、3度目の優勝を成し遂げ史上最多通算23度目のグランドスラム制覇とトリプルキャリアグランドスラムを達成した。ウィンブルドン選手権では決勝まで勝ち進むも、カルロス・アルカラスに6-1,6-7(6), 1-6, 6-3, 4-6でフルセットの末敗れ、ウィンブルドンでのマッチ連勝記録が34でストップし、大会5連覇、ロジャー・フェデラーに並ぶ最多8度目の優勝を逃した。

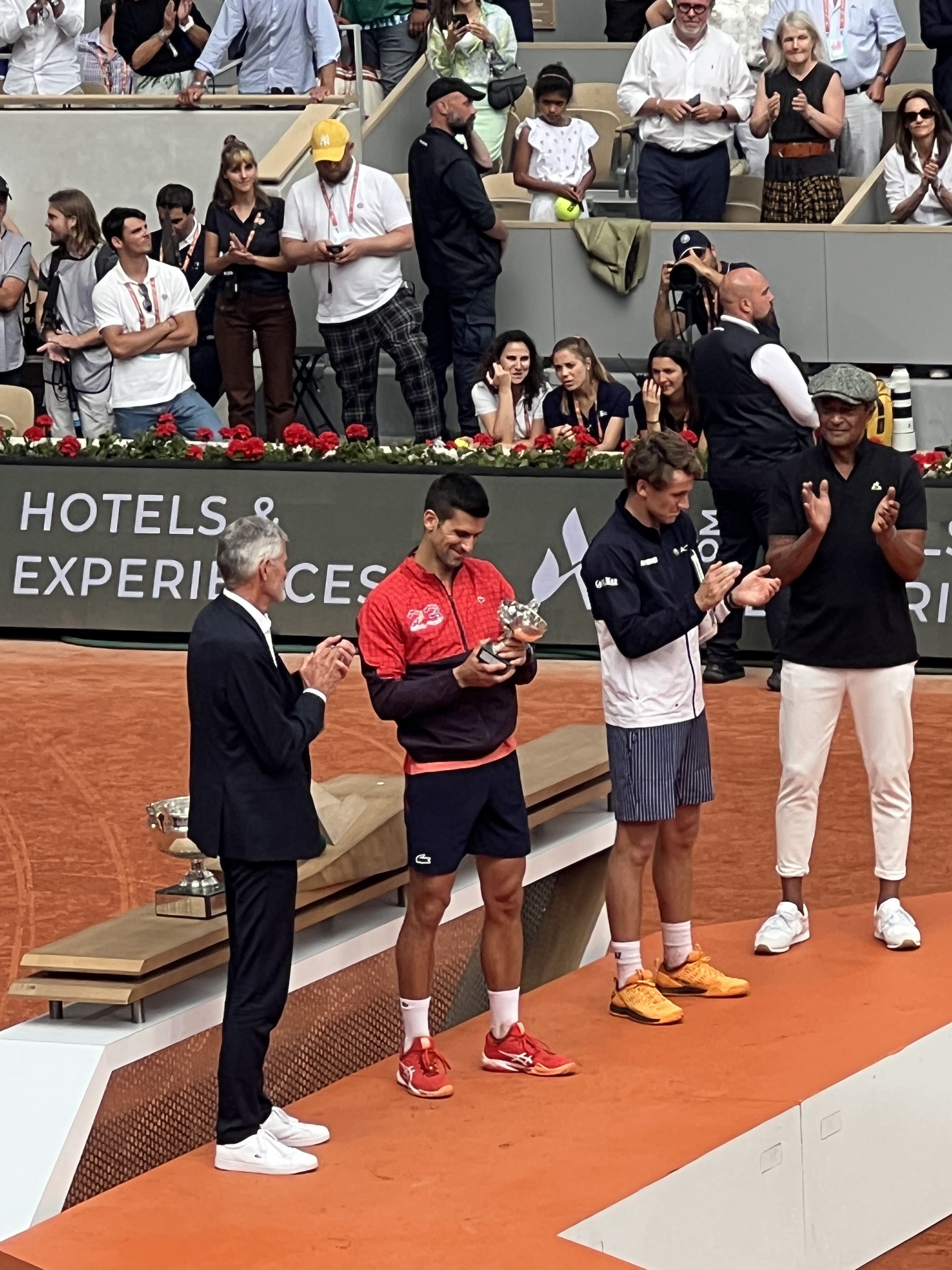
2023年全仏オープンでのノバク・ジョコビッチ

ウェスタン・アンド・サザン・オープンでは決勝でカルロス・アルカラスを5-7, 7-6(7), 7-6(4)の3時間49分の死闘の末制し、3度目の優勝を果たした。全米オープンでは決勝でダニール・メドベージェフを6-3, 7-6(5), 6-3で破り、2018年以来5年ぶり4度目の優勝を果たした。また、この勝利でジョコビッチは女子テニスで元世界ランク1位のマーガレット・スミス・コートの記録に並びグランドスラムのシングルスで歴代最多タイとなる24勝目を飾った。パリ・マスターズでは決勝でグリゴール・ディミトロフを6-4, 6-3のストレートで破り、ともに自身の記録を更新する大会7度目の制覇とATPツアー・マスターズ1000通算40勝目を達成した。ATPファイナルズではグループステージの初戦でホルガ・ルーネを7-6 (4), 6-7 (1), 6-3のフルセットでの勝利により年末時点の世界ランキングで史上最多の8度目の1位を決めた。決勝ではヤニック・シナーを6-3, 6-3のストレートで破って優勝を飾るとともに、大会最多となる通算7度目のタイトル獲得を果たした。11月20日に更新された世界ランキングで世界1位の座を維持し、通算1位在位記録が前人未到の400週に到達した。

### 2024年 パリオリンピック金メダル獲得 生涯ゴールデンスラム達成
2024年はジョコビッチとしては低調で、全豪オープンでは準決勝でヤニック・シナーに敗れ、これが全豪で6年ぶりの敗戦となり、その後もウィンブルドンまで決勝進出がなかった。さらに全仏オープン4回戦で、右膝半月板損傷し、準々決勝を棄権して手術を受けた。全仏後のランキングでシナーが1位となり、在位428週で1位から陥落した。手術後のウィンブルドンで、この年初めて決勝に進出するが、カルロス・アルカラスに2-6, 2-6, 6-7でストレート負けを喫した。
全仏オープンと同じスタッド・ローラン・ギャロスで行われた2024年パリオリンピックでは、準決勝でロレンツォ・ムゼッティに勝利し、初めてオリンピック決勝に進出した。決勝ではカルロス・アルカラスを7-6(3), 7-6(2)のストレートで破り、悲願の金メダルを獲得。男子シングルスでは2010年のラファエル・ナダル以来のキャリア・ゴールデンスラムを達成した。また、アンドレ・アガシ以来2人目となるスーパースラム（ゴールデンスラムに加えてATPファイナルズ優勝を果たす偉業）を達成した。さらに史上初の男子シングルスのビッグタイトル全て（スーパースラムに加えてマスターズ1000の9大会全て優勝）で優勝を果たした。37歳74日での同種目金メダル獲得は、テニス競技が復活した1988年ソウルオリンピック以降では最年長記録。
金メダル獲得後は、全米オープンと上海マスターズに出場。全米オープンでは3回戦でアレクセイ・ポピリンに敗れ、上海マスターズでは決勝でシナーに敗れ準優勝となった。ATPファイナルズは、レースランキング6位で出場資格を得られたものの、欠場した。

### 2025年 ツアー通算100勝
全豪オープンでは準々決勝でアルカラスを4-6, 6-4, 6-3, 6-4で下し準決勝に進んだ。準決勝は左足の故障の影響でズべレフに6-7(5)で棄権した。
インディアンウェルズオープンでは第6シードで出場するも2回戦でファン・デ・ザンスフルプに2-6, 6-3, 1-6で敗れた。
マイアミマスターズでは決勝まで進みあと1勝でツアー100勝目まで行ったがヤクプ・メンシークに6-7(4), 6-7(4)で敗れツアー100勝目とはならなかった。
モンテカルロマスターズではタビロに3-6, 4-6で敗れ初戦敗退を喫した。
続くマドリードマスターズでは3-6, 4-6で敗れ今季2度目の3連敗となった。
ジュネーヴ・オープンでは決勝でフベルト・フルカチュを5-7, 7-6(2), 7-6(2)の逆転で破り優勝を飾るとともに、オープン化以降では史上3人目の偉業となるツアー大会100勝を達成した。また史上最長となる20年連続ツアー大会優勝も成し遂げた
。

## プレースタイル
コート後方でのプレイが重点的なディフェンシブベースライナーだがオールラウンドにプレイも出来る。深く鋭いグランドストローク、高い精度で広く打てるバックハンドが武器。
非常に高い守備力を持つことで知られ、優れた敏捷性で長いリーチを生かして広くコートをカバーしウィナーを打ち込む。体に柔軟性があり、1歩遠くのショットや無理な体勢でも正確に打ち込め、左右に振られてもすぐに切り返すことができる。状況に応じてポジショニングやショットのスピード・回転を的確に変化させラリーを優位に運んで試合展開を自分のものにする。
サービスリターンも強力でエースを取らせない守備力と相手にプレッシャーをかける強打を武器とする。ジョン・マッケンローもジョコビッチは歴代でも非常に優れたリターナーだと称賛している。
フラット・スライス・キックサーブも強力でドロップショットも上手く、非常に高いレベルでバランスのとれたプレイヤーである。ストローク戦に自信を持ち、スキのない防御、脅威のカウンターに加え、長丁場での勝負強さは群を抜く。

## 人物
- 父スルジャンの家系のルーツはモンテネグロ人であり、母ディヤナの家系はクロアチア人である[101]。

- ウィンブルドンでは優勝した際に芝を食べるのが恒例となっている[102]。

- セリアック病を患っており、以前は試合中に突如体調が悪化して苦しめられていた。しかし、2010年にグルテンフリーの食事を取り入れると大幅に改善され、2011年の大躍進につながった[103]。このことを記した書籍[104]は話題を呼び、グルテンフリーは世界中で有名になった[105]。

- 慈善事業にも取り組んでおり、2007年に恵まれない地域社会の子供たちが安全に育つことができることの補助を目的とした「ノバク・ジョコビッチ財団」を設立した[106]。2010年に財団は世界銀行と協力してセルビアの幼児教育を推進した[107]。また、2015年にはユニセフ親善大使に任命された[108]。
- セルビア正教会の信徒で、2011年には、ジョコビッチのコソボの中世建造物群の保全活動を評して、セルビア総主教から聖サヴァ勲章を授与されている[109]。

- 高校時代に出逢ったエレナ・リスティッチと8年以上の交際期間を経て、2014年4月に結婚した[110]。これまでに2子が誕生している[111]。

- 弟のマルコ・ジョコビッチ（英語版）とジョルジェ・ジョコビッチ（英語版）もプロテニス選手であり、ダブルスを組むこともある。

- ジョークや有名選手のモノマネなど試合内外関わらずパフォーマンスを行うことが知られている[112][113]。
- 彼が11歳の時、コソボ紛争にNATOが介入し、セルビアへの空爆が始まった。セルビアの人々は日常的に空爆に脅かされる生活を強いられるようになったが、それでもジョコビッチはテニスへの情熱を失わなかった。「同じ場所は爆撃しないだろう」という予測のもと、あえて空爆の跡地を選び、毎日何時間も練習したという。

## 記録

### 歴代記録（全期間）
| 大会           | 年   | 記録                           | 他記録者 |
| -------------- | ---- | ------------------------------ | -------- |
| グランドスラム | 1877 | トリプルキャリアグランドスラム | 単独記録 |
| グランドスラム | 1877 | 男子シングルス優勝24回         | 単独記録 |
| グランドスラム | 1877 | 男子シングルス通算377勝        | 単独記録 |
| グランドスラム | 1877 | すべての四大大会で90勝以上     | 単独記録 |

### 歴代記録（オープン化以降）

#### グランドスラム大会
| 期間                                  | 記録                                                 | 他記録者                              |
| ------------------------------------- | ---------------------------------------------------- | ------------------------------------- |
| 2008 全豪 - 2016 全仏                 | キャリアグランドスラム                               | 他に4人                               |
| 2008 全豪 - 2021 全仏                 | ダブルキャリアグランドスラム                         | ラファエル・ナダル                    |
| 2008 全豪 - 2023 全仏                 | トリプルキャリアグランドスラム                       | 単独記録                              |
| 2008 全豪 - 2024 パリ五輪             | キャリアゴールデンスラム                             | アンドレ・アガシ ラファエル・ナダル   |
| 2008 全豪 - 2024 パリ五輪             | キャリアスーパースラム                               | アンドレ・アガシ                      |
| 2008 全豪 - 2024 パリ五輪             | 最年長キャリアゴールデンスラム「37歳74日」           | 単独記録                              |
| 2008 全豪 - 2024 パリ五輪             | 最年長キャリアスーパースラム「37歳74日」             | 単独記録                              |
| 2015 ウィンブルドン - 2016 全仏       | 4大会連続優勝                                        | ロッド・レーバー                      |
| 2011-2012, 2015-2016, 2018-2019, 2021 | 3大会連続優勝「4回」                                 | 単独記録                              |
| 2011, 2015, 2021, 2023                | グランドスラム大会3冠「4回」                         | 単独記録                              |
| 2021                                  | サーフェススラム                                     | ラファエル・ナダル                    |
| 2015, 2021, 2023                      | 1シーズンで全ての4大大会の決勝に出場                 | ロッド・レーバー ロジャー・フェデラー |
| 2010 全米 - 2013 全米                 | ハードコート大会の決勝進出連続記録「7回」            | 単独記録                              |
| 2007 全仏 - 2008 全豪                 | 4大大会すべての準決勝に進出最年少記録。「20歳250日」 | 単独記録                              |
| 2007 全仏 - 2008 全豪                 | 4大会連続準決勝進出の最年少記録                      | 単独記録                              |

| 大会           | 期間                 | 記録                    | 他記録者                                                 |          |
| -------------- | -------------------- | ----------------------- | -------------------------------------------------------- | -------- |
| 全豪           | 2008-2023            | 最多優勝「10回」        | 単独記録                                                 |          |
| 全豪           | 2011-2013, 2019-2021 | 連続優勝「3連覇」       | 単独記録                                                 |          |
| 全豪           | 2011-2013, 2019-2021 | 連続決勝進出「3回」     | マッツ・ビランデル イワン・レンドル                      |          |
| 全仏           | 2011-2016            | 連続準決勝進出「6回」   | ラファエル・ナダル                                       |          |
| 全仏           | 2010-2025            | 連続ベスト8進出「16回」 | 単独記録                                                 |          |
| 全仏           | 2023                 | 最年長優勝「36歳20日」  | 単独記録                                                 | [ 114 ]  |
| ウィンブルドン | 2018-2022            | 4連覇                   | ビョルン・ボルグ ロジャー・フェデラー ピート・サンプラス | [ 注 3 ] |
| ウィンブルドン | 2007-2025            | 準決勝進出「14回」      | 単独記録                                                 | [ 115 ]  |
| 全米           | 2023                 | 最年長優勝「36歳112日」 | 単独記録                                                 | [ 116 ]  |

#### ATPファイナルズ マスターズ1000 & その他記録
| 期間                            | 記録                                                                                       | 他記録者                                |                |
| 年間最終戦記録                  | 年間最終戦記録                                                                             | 年間最終戦記録                          | 年間最終戦記録 |
| ------------------------------- | ------------------------------------------------------------------------------------------ | --------------------------------------- | -------------- |
| 2012-2015                       | 4連覇                                                                                      | 単独記録                                |                |
| 2012-2015                       | 15連勝                                                                                     | 単独記録                                |                |
| 2011                            | 最速出場権獲得「18週6日」                                                                  | 単独記録                                |                |
| 2008-2023                       | 最多優勝「7回」                                                                            | 単独記録                                |                |
| マスターズ1000記録              |                                                                                            |                                         |                |
| 2007-2018                       | キャリアゴールデンマスターズ                                                               | 単独記録                                |                |
| 2007-2020                       | ダブルキャリアゴールデンマスターズ                                                         | 単独記録                                |                |
| 2007-2023                       | 最多優勝「40回」                                                                           | 単独記録                                |                |
| 2007-2013                       | 異なる8大会で優勝                                                                          | 単独記録                                |                |
| 2007-2012                       | 9大会中9大会で決勝進出                                                                     | ロジャー・フェデラー ラファエル・ナダル |                |
| 2007-2023                       | ハードコート大会優勝「29回」                                                               | 単独記録                                |                |
| 2015                            | 1シーズンの間に、ハードコート6大会中6大会で決勝進出                                        | 単独記録                                |                |
| 2015                            | 1シーズン優勝「6回」                                                                       | 単独記録                                |                |
| 2015                            | 1シーズン決勝進出「8回」                                                                   | 単独記録                                |                |
| 2014-2015                       | 9大会連続決勝進出                                                                          | 単独記録                                |                |
| 2011, 2012, 2015                | 6大会以上決勝進出「3年」                                                                   | 単独記録                                |                |
| 2011                            | 31連勝                                                                                     | 単独記録                                |                |
| 2015                            | 1シーズン勝利数「39」                                                                      | 単独記録                                |                |
| 2013-2014, 2014-2015, 2015-2016 | 4大会連続優勝（1度目が上海～マイアミ、2度目がパリ～モンテカルロ、3度目が上海～マイアミ）   | ラファエル・ナダル                      |                |
| 2015                            | 5大会連続決勝進出                                                                          | ラファエル・ナダル                      |                |
| 2011, 2015                      | 優勝5回以上「2年」                                                                         | 単独記録                                |                |
| 2011, 2014-2015                 | 5連続優勝「2回」（1度目は途中『モンテカルロ』不出場、2度目は途中『マドリード[土]』不出場） | 単独記録                                |                |
| 2011, 2014-2016                 | 優勝4回以上「4年」                                                                         | 単独記録                                |                |
| 2013-2016                       | 4大会連続優勝「3回」                                                                       | 単独記録                                |                |
| 2014-2016                       | 優勝4回以上「3年連続」                                                                     | 単独記録                                |                |
| 2011-2016                       | 優勝3回以上「6年連続」                                                                     | 単独記録                                |                |
| 2007-2020                       | 異なる4大会で優勝「5回以上」（インディアンウェルズ、マイアミ、ローマ、パリ）               | ラファエル・ナダル                      |                |
| 2007-2018                       | 異なる6大会で優勝「4回以上」（インディアンウェルズ、マイアミ、ローマ、カナダ、上海、パリ） | 単独記録                                |                |
| 2011-2013                       | 3つのクレーコート大会全て優勝                                                              | ラファエル・ナダル カルロス・アルカラス |                |
| 2015                            | シーズン開始から連続優勝「3大会」                                                          | 単独記録                                |                |
| 2011, 2014-2016                 | サンシャイン・ダブル（インディアンウェルズ-マイアミ連続優勝）「4回」                       | 単独記録                                |                |
| 2014-2016                       | サンシャイン・ダブル（インディアンウェルズ-マイアミ連続優勝）「3年連続」                   | 単独記録                                |                |
| 2008-2016                       | BNPパリバ・オープン優勝「5回」                                                             | ロジャー・フェデラー                    |                |
| 2007-2016                       | マイアミ・オープン優勝「6回」                                                              | アンドレ・アガシ                        |                |
| 2012-2018                       | 上海マスターズ優勝「4回」                                                                  | 単独記録                                |                |
| 2009-2023                       | パリ・マスターズ優勝「7回」                                                                | 単独記録                                |                |
| その他記録                      |                                                                                            |                                         |                |
| 2007 マイアミ-2024 パリ五輪     | 男子シングルスのビッグタイトル全て獲得                                                     | 単独記録                                |                |
| 2011-2024                       | 世界ランキング1位通算在位「428週」                                                         | 単独記録                                |                |
| 2016                            | 世界ランキング1位最高ポイント「16,950」                                                    | 単独記録                                |                |
| 2011-2023                       | 年間最終ランキング1位「8回」                                                               | 単独記録                                |                |
| 2006-2025                       | ツアー通算100勝                                                                            | ジミー・コナーズ ロジャー・フェデラー   |                |
| 2006-2025                       | 20年連続ツアー優勝                                                                         | 単独記録                                |                |
| 2015                            | 年間決勝進出数「15」                                                                       | 単独記録                                |                |
| 2015                            | トップトーナメントでの年間優勝数「10」                                                     | 単独記録                                |                |
| 2006-2024                       | 他のBIG4（フェデラー、ナダル、マリー）に20勝以上                                           | 単独記録                                |                |
| 2015                            | トップ10選手との年間勝利数「31」                                                           | 単独記録                                |                |
| 2011-2013, 2015-2016            | トップ10選手に20勝以上「5年」                                                              | 単独記録                                |                |
| 2011                            | 世界ランキング1位選手（ラファエル・ナダル）に5連勝                                         | 単独記録                                |                |
| 2007                            | トップ3の選手に3連勝した最年少記録（ロディック、ナダル、フェデラー）                       | 単独記録                                |                |
| 2015                            | 年間最高賞金額「$21,646,145」                                                              | 単独記録                                |                |
| 2009-2015                       | チャイナ・オープン優勝「6回」                                                              | 単独記録                                |                |

## 4大大会優勝
- 全豪オープン：10勝（2008, 11-13, 15-16, 19-21，23年）
- 全仏オープン：3勝（2016, 21, 23年）
- ウィンブルドン選手権：7勝（2011, 14-15, 18-19, 21-22年）
- 全米オープン：4勝（2011, 15, 18, 23年）

| 年     | 大会           | 対戦相手                         | 試合結果                  |
| ------ | -------------- | -------------------------------- | ------------------------- |
| 2008年 | 全豪オープン   | ジョー＝ウィルフリード・ツォンガ | 4-6, 6-4, 6-3, 7-6        |
| 2011年 | 全豪オープン   | アンディ・マリー                 | 6-4, 6-2, 6-3             |
| 2011年 | ウィンブルドン | ラファエル・ナダル               | 6-4, 6-1, 1-6, 6-3        |
| 2011年 | 全米オープン   | ラファエル・ナダル               | 6-2, 6-4, 6-7, 6-1        |
| 2012年 | 全豪オープン   | ラファエル・ナダル               | 5-7, 6-4, 6-2, 6-7, 7-5   |
| 2013年 | 全豪オープン   | アンディ・マリー                 | 6-7, 7-6, 6-3, 6-2        |
| 2014年 | ウィンブルドン | ロジャー・フェデラー             | 6-7, 6-4, 7-6, 5-7, 6-4   |
| 2015年 | 全豪オープン   | アンディ・マリー                 | 7-6, 6-7, 6-3, 6-0        |
| 2015年 | ウィンブルドン | ロジャー・フェデラー             | 7-6, 6-7, 6-4, 6-3        |
| 2015年 | 全米オープン   | ロジャー・フェデラー             | 6-4, 5-7, 6-4, 6-4        |
| 2016年 | 全豪オープン   | アンディ・マリー                 | 6-1, 7-5, 7-6             |
| 2016年 | 全仏オープン   | アンディ・マリー                 | 3-6, 6-1, 6-2, 6-4        |
| 2018年 | ウィンブルドン | ケビン・アンダーソン             | 6-2, 6-2, 7-6             |
| 2018年 | 全米オープン   | フアン・マルティン・デル・ポトロ | 6-3, 7-6, 6-3             |
| 2019年 | 全豪オープン   | ラファエル・ナダル               | 6-3, 6-2, 6-3             |
| 2019年 | ウィンブルドン | ロジャー・フェデラー             | 7-6, 1-6, 7-6, 4-6, 13-12 |
| 2020年 | 全豪オープン   | ドミニク・ティーム               | 6-4, 4-6, 2-6, 6-3, 6-4   |
| 2021年 | 全豪オープン   | ダニール・メドベージェフ         | 7-5, 6-2, 6-2             |
| 2021年 | 全仏オープン   | ステファノス・チチパス           | 6-7, 2-6, 6-3, 6-2, 6-4   |
| 2021年 | ウィンブルドン | マッテオ・ベレッティーニ         | 6-7, 6-4, 6-4, 6-3        |
| 2022年 | ウィンブルドン | ニック・キリオス                 | 4-6, 6-3, 6-4, 7-6        |
| 2023年 | 全豪オープン   | ステファノス・チチパス           | 6-3, 7-6, 7-6             |
| 2023年 | 全仏オープン   | キャスパー・ルード               | 7-6, 6-3, 7-5             |
| 2023年 | 全米オープン   | ダニール・メドベージェフ         | 6-3, 7-6, 6-3             |

## 成績

### 4大大会シングルス
略語の説明
| W | F | SF | QF | #R | RR | Q# | LQ | A | Z# | PO | G | S | B | NMS | P | NH |

W=優勝, F=準優勝, SF=ベスト4, QF=ベスト8, #R=#回戦敗退, RR=ラウンドロビン敗退, Q#=予選#回戦敗退, LQ=予選敗退, A=大会不参加, Z#=デビスカップ/BJKカップ地域ゾーン, PO=デビスカップ/BJKカッププレーオフ, G=オリンピック金メダル, S=オリンピック銀メダル, B=オリンピック銅メダル, NMS=マスターズシリーズから降格, P=開催延期, NH=開催なし.
| 大会           | 2005 | 2006 | 2007 | 2008 | 2009 | 2010 | 2011 | 2012 | 2013 | 2014 | 2015 | 2016 | 2017 | 2018 | 2019 | 2020 | 2021 | 2022 | 2023 | 2024 | 2025 | 通算成績 |
| -------------- | ---- | ---- | ---- | ---- | ---- | ---- | ---- | ---- | ---- | ---- | ---- | ---- | ---- | ---- | ---- | ---- | ---- | ---- | ---- | ---- | ---- | -------- |
| 全豪オープン   | 1R   | 1R   | 4R   | W    | QF   | QF   | W    | W    | W    | QF   | W    | W    | 2R   | 4R   | W    | W    | W    | A    | W    | SF   | SF   | 99–10    |
| 全仏オープン   | 2R   | QF   | SF   | SF   | 3R   | QF   | SF   | F    | SF   | F    | F    | W    | QF   | QF   | SF   | F    | W    | QF   | W    | QF   | SF   | 101–17   |
| ウィンブルドン | 3R   | 4R   | SF   | 2R   | QF   | SF   | W    | SF   | F    | W    | W    | 3R   | QF   | W    | W    | NH   | W    | W    | F    | F    | SF   | 102–13   |
| 全米オープン   | 3R   | 3R   | F    | SF   | SF   | F    | W    | F    | F    | SF   | W    | F    | A    | W    | 4R   | 4R   | F    | A    | W    | 3R   |      | 90–14    |
| 合計           | 5-4  | 9-4  | 19-4 | 18-3 | 15-4 | 19-4 | 25-1 | 24-3 | 24-3 | 22-3 | 27-1 | 21-2 | 9-3  | 21-2 | 22-2 | 16-2 | 27-1 | 11-1 | 27-1 | 16-3 | 15-3 | 392–54   |

※: 2011年全仏準々決勝と2024年ウィンブルドン準々決勝の不戦勝と2024年全仏準々決勝の不戦敗は通算成績に含まない

### 大会最高成績
| 大会                 | 成績 | 年                                       |
| -------------------- | ---- | ---------------------------------------- |
| ATPファイナルズ      | W    | 2008, 2012, 2013, 2014, 2015, 2022, 2023 |
| インディアンウェルズ | W    | 2008, 2011, 2014-2016                    |
| マイアミ             | W    | 2007, 2011, 2012, 2014-2016              |
| モンテカルロ         | W    | 2013, 2015                               |
| マドリード           | W    | 2011, 2016, 2019                         |
| ローマ               | W    | 2008, 2011, 2014, 2015, 2020, 2022       |
| カナダ               | W    | 2007, 2011, 2012, 2016                   |
| シンシナティ         | W    | 2018, 2020, 2023                         |
| 上海                 | W    | 2012, 2013, 2015, 2018                   |
| パリ                 | W    | 2009, 2013-2015, 2019, 2021, 2023        |
| オリンピック         | G    | 2024                                     |
| デビスカップ         | W    | 2010                                     |
| ATPカップ            | W    | 2020                                     |
| ユナイテッド・カップ | QF   | 2024                                     |

### 世界ランキング
|      | 2004 | 2005 | 2006 | 2007 | 2008 | 2009 | 2010 | 2011 | 2012 | 2013 | 2014 | 2015 | 2016 | 2017 | 2018 | 2019 | 2020 | 2021 | 2022 | 2023 | 2024 |
| ---- | ---- | ---- | ---- | ---- | ---- | ---- | ---- | ---- | ---- | ---- | ---- | ---- | ---- | ---- | ---- | ---- | ---- | ---- | ---- | ---- | ---- |
| 順位 | 186  | 78   | 16   | 3    | 3    | 3    | 3    | 1    | 1    | 2    | 1    | 1    | 2    | 12   | 1    | 2    | 1    | 1    | 5    | 1    | 7    |

## 受賞歴
- ATP最優秀選手賞（2011-2012, 2014-2015, 2018, 2020-2021, 2023）
- ITFワールドチャンピオン（2011-2015, 2018, 2021, 2023）
- ゴールデンベーグル賞（2011-2013）
- BBC海外スポーツパーソナリティ賞（2011）
- ローレウス世界スポーツ賞（2012, 2015, 2016, 2019, 2024）
- ESPY最優秀選手賞（2012-2013, 2015-2016, 2021, 2023）
- アーサー・アッシュ ヒューマニタリアン賞（2012)
- セルビア最優秀アスリート賞（2007, 2010-2011）
- ATP Most Improved Player（2006, 2007）